# Internationella finsk-ugriska kongressen
Den Internationella Kongressen för Finsk-Ugriska Studier (latin: Congressus Internationalis Fenno-Ugristarum; engelska: International Congress for Fenno-Ugric Studies; ryska: Международный конгресс финно-угроведов; förkortning CIFU) är en serie vetenskapliga kongresser inom Uralistiken som hålls vart femte år i ett land där ett uralskt språk är officiellt representerade. Konferensen hölls första gången i Budapest 1960.

## Historia
I samband med andra världskriget och under efterkrigstiden undertrycktes den finsk-ugriska panrörelsen av Sovjetunionen och även i Finland tonades den ned. År 1960 organiserades dock en finsk-ugrisk vetenskaplig kongress med tonvikt på lingvistik. Ungern, Finland och Sovjetunionen svarade för värdskapet. Men när man 1995 skulle bestämma sig för var nästa kongress skulle äga rum uppstod problem i och med Sovjetunionens fall. Estland fick anordna nästa kongress. 
År 1993 beslöt Estlands, Finlands och Ungerns utbildningsministrar om ett åtgärdspaket för att stärka de finsk-ugriska folkens status i samhället och att återge dem deras självkänsla. Under 1990-talet har Estland och Paul Ariste varit särskilt verksamma i uppgiften att återskapa en finsk-ugrisk intelligentia i Ryssland. 
Den tionde så kallade jubileumskongressen, som hölls 2005, samlades i Yoshkar-Ola, i republiken Mari. Den trettonde kongressen, som var planerat att äga rum i Wien, blev flyttat p.g.a. Coronaviruspandemin 2019–2021.

## Kongresser
- 1. - 1960 – Ungern, Budapest
- 2. - 1965 – Finland, Helsingfors
- 3. - 1970 – Sovjetunionen, Estland, Tallinn
- 4. - 1975 – Ungern, Budapest
- 5. - 1980 – Finland, Åbo
- 6. - 1985 – Sovjetunionen, Komi, Syktyvkar.
- 7. - 1990 – Ungern, Debrecen
- 8. - 1995 – Finland, Jyväskylä
- 9. - 2000 – Estland, Tartu
- 10. - 2005 – Ryssland, Mari, Josjkar-Ola
- 11. - 2010 - Ungern, Piliscsaba